# Анрі Муо
Анрі Муо (фр. Henri Mouhot, 15 травня 1826, Монбельяр, Франція — 10 листопада 1861, Нафан, Лаос) — французький натураліст і мандрівник, найбільше відомий тим, що «відкрив» для Європи й популяризував на Заході кхмерський храмовий комплекс Ангкор-Ват.
Існує поширена версія про те, що Анрі Муо знайшов занедбане серед джунглів стародавнє місто, але це лише гарна легенда. Ангкор-Ват ніколи не був повністю занедбаний, у ньому завжди жили й живуть ченці. Сам Муо у своїх записках про подорожі згадував, що ще років за п'ять до його приїзду в Ангкор-Ваті бували інші європейські дослідники й у тому числі французький місіонер Шарль-Еміль Буйво, що опублікував свій звіт у 1857 році: «Подорож в Індокитай 1848—1856», «Аннам і Камбоджа».
У 1858 році А. Муо зробив з Бангкока чотири подорожі вглиб Сіаму, Камбоджі й Лаосу. У січні 1860 року він досяг храмового комплексу Ангкор-Ват. Він описав цей візит, залишивши найдокладніші записи про тритижневе перебування й замальовки, які потім увійшли в його посмертно видану книгу.
Помер Анрі Муо в 1861 році від малярії, у своїй четвертій експедиції до Лаосу. Похований там же, поблизу столиці Луанг-Прабанг, місце розташування його гробниці відомо й зараз.

## Твори
- Voyage dans les royaumes de Siam, de Cambodge, de Laos et autres parties centrales de l'indochine (1858—1861) par feu Henri Mouhot, naturaliste francais // Le Tour du Monde, Париж, 8, 2° semestre 1863:  219-352 + 2 cartes. http://aefek.free.fr/iso_album/mouhot.pdf [Архівовано 25 травня 2011 у Wayback Machine.] (фр.)